# Nathalie Gilson
Nathalie Gilson, née le 8 janvier 1965 à Uccle est une femme politique belge bruxelloise, membre du Mouvement réformateur (MR).

## Biographie
Nathalie Gilson a étudié le droit à l'Université Catholique de Louvain et a obtenu un master complémentaire à la Rijkuniversiteit de Gand (RUG). Elle est avocate, licenciée en droit, avec licence spéciale en droit européen. Elle a exercé avocate au sein des cabinets internationaux Coudert Brothers puis DLA Piper après avoir accompli un stage à la commission européenne à la Direction générale de la Concurrence.
De 2004 à 2009, elle est députée au Parlement de la Région de Bruxelles-Capitale.
Conseillère communale à Ixelles depuis 1994, elle a été échevine de 2006 à 2018 chargée de l’urbanisme, de l'environnement, du patrimoine et des crèches communales et ensuite des finances et de l’instruction publique,. Elle est, depuis 2024 échevine des finances, de l'architecture, de la technique et de la propreté des bâtiments, du plan local d'action pour la gestion énergétique (PLAGE), de la politique d'achat, du bien-être animal, de la qualité de la vie et des cultes et de la laïcité.
Elle a été alternativement présidente et vice-présidente du conseil d'administration de Brutélé de 2014 à 2020.
À titre bénévole, elle s’occupe de la Crèche Royale le Nid (98 places subventionnées par l’ONE) en tant que présidente de son conseil d’administration.
De décembre 2018 à mars 2020, Nathalie Gilson est conseillère ministérielle au sein de la cellule stratégique du cabinet de la Ministre fédérale du Budget Sophie Wilmès jusqu’en novembre 2019 puis dans celle du Ministre et Vice-Premier Ministre David Clarinval.  Elle est chargée des dossiers concernant la Justice et les Affaires étrangères. Elle a également fait partie de l'équipe qui a travaillé sur la négociation de l'accord du Gouvernement Arizona[réf. nécessaire].
En 2020, elle remplace Sophie Wilmès et deviens députée fédérale à la Chambre des représentants de Belgique. Elle travaille entre autres au sein de la Commission Justice, de la Commission Spéciale visant à examiner les effets et enjeux du passé colonial belge, ou encore la Commission Constitution et renouveau institutionnel.

## Décoration
- Chevalier de l'ordre de Léopold (2024)[8]

## Fonctions politiques
- Membre du Parlement de la Région de Bruxelles-Capitale du 29 juin 2004 au 7 juin 2009
- Échevine d'Ixelles (de 2006 à 2018 et de 2024 à aujourd'hui)
- Conseillère Communale d'Ixelles depuis 1994
- Députée fédérale (elle supplée Sophie Wilmès le 17 mars 2020)